# ساپانجا
ساپانجا (به ترکی استانبولی: Sapanca) یک منطقهٔ مسکونی در ترکیه است که در استان سقاریه واقع شده‌است.